# Quinnia
Quinnia is een geslacht van weekdieren uit de klasse van de Gastropoda (slakken).

## Soorten
- Quinnia cazioti (Dautzenberg, 1925)
- Quinnia ionica (Watson, 1878)
- Quinnia laetifica Marshall, 1991
- Quinnia limatula Marshall, 1991
- Quinnia patula (Marshall, 1983)
- Quinnia polita (Verco, 1906)
- Quinnia rushi (Dall, 1927)
- Quinnia sykesi (Schepman, 1909)